# Narborough (Leicestershire)
Pour les articles homonymes, voir Narborough.
Narborough est un village du district de Blaby dans le Leicestershire en Angleterre.
La population était de 8 402 habitants en 2001.